# العلاقات الفرنسية المدغشقرية
العلاقات الفرنسية المدغشقرية هي العلاقات الثنائية التي تجمع بين فرنسا ومدغشقر.

## مقارنة بين البلدين
هذه مقارنة عامة ومرجعية للدولتين:
| وجه المقارنة                                              | فرنسا                                                    | مدغشقر                      |
| --------------------------------------------------------- | -------------------------------------------------------- | --------------------------- |
| المساحة (كم2)                                             | 643.80 ألف                                               | 587.04 ألف                  |
| عدد السكان (نسمة)                                         | 67.12 مليون                                              | 25.57 مليون                 |
| الكثافة السكانية (ن./كم²)                                 | 104.26                                                   | 43.56                       |
| العاصمة                                                   | باريس                                                    | أنتاناناريفو                |
| اللغة الرسمية                                             | لغة فرنسية                                               | اللغة الملغاشية، لغة فرنسية |
| العملة                                                    | يورو، فرنك س ف ب، فرنك فرنسي، Livre tournois ‏            | أرياري مدغشقري              |
| الناتج المحلي الإجمالي (بليون دولار)                      | 2.58 تريليون                                             | 11.50 مليار                 |
| الناتج المحلي الإجمالي (تعادل القوة الشرائية) بليون دولار | 2.87 تريليون                                             | 35.51 مليار                 |
| الناتج المحلي الإجمالي الاسمي للفرد دولار أمريكي          | 36.20 ألف                                                | 401                         |
| الناتج المحلي الإجمالي للفرد دولار أمريكي                 | 39.33 ألف                                                | 1.44 ألف                    |
| مؤشر التنمية البشرية                                      | 0.888                                                    | 0.510                       |
| رمز المكالمات الدولي                                      | +33                                                      | +261                        |
| رمز الإنترنت                                              | .fr، .bzh ‏، .tf، .re، .wf، .yt، .pm، .paris              | .mg                         |
| المنطقة الزمنية                                           | أوروبا/باريس ‏، توقيت وسط أوروبا، توقيت وسط أوروبا الصيفي | ت ع م+03:00                 |

## مدن متوأمة
في ما يلي قائمة باتفاقيات التوأمة بين مدن فرنسية ومدغشقرية:
- ترتبط لو جراند كويفيلي مع موروندافا [الإنجليزية]‏ باتفاقية توأمة منذ 1 مايو 1966.[16][16][16][16]
- ترتبط Parthenay [الإنجليزية]‏ مع Manakara [الإنجليزية]‏ باتفاقية توأمة.
- ترتبط سانت إتيان مع تواماسينا باتفاقية توأمة منذ 2012.[17][18][19][20]
- ترتبط Le Tampon [الإنجليزية]‏ مع Brickaville [الإنجليزية]‏ باتفاقية توأمة.
- ترتبط مونلوسون مع أنتسيرابي باتفاقية توأمة منذ 1965.
- ترتبط ورود فونتيناي أوكس مع أنتاناناريفو باتفاقية توأمة.

## منظمات دولية مشتركة
يشترك البلدان في عضوية مجموعة من المنظمات الدولية، منها:
| علم المنظمة | اسم المنظمة                               | تاريخ انضمام فرنسا | تاريخ انضمام مدغشقر |
| ----------- | ----------------------------------------- | ------------------ | ------------------- |
|             | مؤسسة التنمية الدولية                     | 30 ديسمبر 1960     | 25 سبتمبر 1963      |
|             | يونسكو                                    | 4 نوفمبر 1946      | 10 نوفمبر 1960      |
|             | وكالة ضمان الاستثمار متعدد الأطراف        | 28 ديسمبر 1989     | 8 يونيو 1988        |
|             | الأمم المتحدة                             | 24 أكتوبر 1945     | 20 سبتمبر 1960      |
|             | الفريق المعني برصد الأرض                  | ?                  | ?                   |
|             | الاتحاد البريدي العالمي                   | ?                  | ?                   |
|             | البنك الدولي للإنشاء والتعمير             | 27 ديسمبر 1945     | 25 سبتمبر 1963      |
|             | الاتحاد الدولي للاتصالات                  | 1866               | 11 مايو 1961        |
|             | منظمة حظر الأسلحة الكيميائية              | ?                  | ?                   |
|             | مؤسسة التمويل الدولية                     | 20 يوليو 1956      | 27 سبتمبر 1963      |
|             | المركز الدولي لتسوية المنازعات الاستشارية | 20 سبتمبر 1967     | 14 أكتوبر 1966      |
|             | منظمة التجارة العالمية                    | 1995               | ?                   |
|             | منظمة الشرطة الجنائية الدولية             | ?                  | ?                   |
|             | البنك الإفريقي للتنمية                    | ?                  | ?                   |

## أعلام
هذه قائمة لبعض الشخصيات التي تربطها علاقات بالبلدين:
- البرتو رافبترانيان (لاعب كرة قدم مدغشقري، 9 سبتمبر 1996[26] – )
- إيرينا رامياليسون (لاعبة كرة مضرب فرنسية، 9 يونيو 1991 – )
- بينوا تريموليناس (لاعب كرة قدم فرنسي، 28 ديسمبر 1985[27] – )
- توماس فونتين (لاعب كرة قدم فرنسي، 8 مايو 1991[28] – )
- تيساه أندريانجافيتريمو (لاعبة كرة مضرب فرنسية، 11 أكتوبر 1998 – )
- جيريمي إبوبيس (لاعب كرة قدم من الولايات المتحدة الأمريكية، 14 فبراير 1997[29] – )
- جيريمي موريل (لاعب كرة قدم فرنسي، 2 أبريل 1984 – )
- روني روديلين (لاعب كرة قدم فرنسي، 18 نوفمبر 1989[30] – )
- ريان رافيلوسون (لاعب كرة قدم فرنسي، 16 يناير 1997[31] – )
- زاتشاري بوشير (لاعب كرة قدم فرنسي، 7 مارس 1992[32] – )
- فرانك بيريا (لاعب كرة قدم فرنسي، 23 مايو 1983[33] – )
- كريستوف غروندن (لاعب كرة قدم فرنسي، 2 سبتمبر 1983 – )
- ماركو إيلايماهاريترا (لاعب كرة قدم فرنسي، 26 يوليو 1995[34] – )
- نويمي لينوار (عارضة أزياء فرنسية، 19 سبتمبر 1979[35] – )
- يوهان باول (لاعب كرة قدم مدغشقري، 5 مايو 1981 – )

## وصلات خارجية
- موقع وزارة الخارجية الفرنسية